# 3. slovenská fotbalová liga 1998/1999
V soubojích 6. ročníku 3. slovenské fotbalové ligy 1998/99 (3. nejvyšší soutěž) se utkalo 16 týmů po čtyřech skupinách dvoukolovým systémem podzim - jaro.
Kompletní tabulky bratislavské, západní a východní skupiny nejsou známy.

## Skupina Střed
Zdroj: 
| Poř. | Tým                      | Z  | V  | R  | P  | VG | OG | B  |
| ---- | ------------------------ | -- | -- | -- | -- | -- | -- | -- |
| 1.   | ZSNP Žiar nad Hronom     | 28 | 16 | 10 | 2  | 46 | 22 | 58 |
| 2.   | Petrochema Dubová        | 28 | 17 | 7  | 4  | 51 | 23 | 58 |
| 3.   | Kinex Bytča              | 28 | 15 | 6  | 7  | 47 | 30 | 51 |
| 4.   | Tatran Liptovský Mikuláš | 28 | 15 | 6  | 7  | 40 | 24 | 51 |
| 5.   | ŠK Belá                  | 28 | 14 | 4  | 10 | 44 | 36 | 46 |
| 6.   | ZŤS Martin               | 28 | 11 | 10 | 7  | 38 | 25 | 43 |
| 7.   | LAFC Lučenec             | 28 | 11 | 7  | 10 | 41 | 31 | 40 |
| 8.   | Strážov Pružina          | 28 | 9  | 7  | 12 | 30 | 36 | 34 |
| 9.   | OŠK Rudina               | 28 | 8  | 9  | 11 | 43 | 43 | 33 |
| 10.  | ŠK Selce                 | 28 | 9  | 6  | 13 | 34 | 50 | 33 |
| 11.  | MŠK Námestovo            | 28 | 8  | 6  | 14 | 30 | 48 | 30 |
| 12.  | FK Čadca                 | 28 | 6  | 10 | 12 | 22 | 30 | 28 |
| 13.  | OŠK Istebné              | 28 | 7  | 7  | 14 | 28 | 44 | 28 |
| 14.  | FK Mesta Tornaľa         | 28 | 8  | 4  | 16 | 28 | 48 | 28 |
| 15.  | FAC LB Zvolen            | 28 | 7  | 3  | 18 | 24 | 56 | 16 |
| 16.  | Sitno Banská Štiavnica   | 0  | 0  | 0  | 0  | 0  | 0  | 0  |

Poznámky:
- Z = Odehrané zápasy; V = Vítězství; R = Remízy; P = Prohry; VG = Vstřelené góly; OG = Obdržené góly; B = Body
- Mužstvo Sitno Banská Štiavnica se v průběhu sezóny odhlásilo, jeho dosavadní výsledky byly anulovány

|  | Postup do 2. ligy 1999/00 |
|  | Sestup do 4. ligy         |